# Ochtendwater
Ochtendwater (Engels: Upper Flagley) is een dorp uit de zevendelige Harry Potter-boekenserie van de Britse schrijfster Joanne Rowling.
Alhoewel Ochtendwater oorspronkelijk een dreuzeldorp was, kwamen er, net als in Goderics Eind en Greenwitch, diverse tovenaarsfamilies wonen. Ochtendwater wordt beschreven als in Yorkshire, maar is, net als de andere tovenaarsdorpen, fictief.

## In de boeken
Harry en Hermelien hebben kort in Ochtendwater gezocht naar een van de Gruzielementen van Voldemort, maar zonder succes.

## Trivia
- Sijmen Hamerslag, de toversmid die de allereerste Gouden Snaai smeedde, woont volgens Zwerkbal Door de Eeuwen Heen in Ochtendwater. Volgens Harry Potter en de Relieken van de Dood woont hij echter in Goderics Eind.